# Yan Yu-jia
Yan Yu-jia (chinesisch 顏玉佳; * 24. Januar 2002) ist eine taiwanische Beachhandball-Spielerin. Sie ist Mitglied der Nationalmannschaft Taiwans.
Yan Yu-jia nahm mit der Juniorinnen-Auswahl Taiwans an den erstmals ausgetragenen Beachhandball-Juniorenweltmeisterschaften 2017 in Flic-en-Flac auf Mauritius teil. Da Togo und Brasilien in ihrer Vorgruppe nicht antraten, wurde Taiwan trotz der klaren Niederlage gegen die Niederlande Gruppenzweite und zog in die Hauptrunde ein. Dort unterlag die Mannschaft Argentinien und Ungarn, womit Taiwan in den drei ersten Spielen des Turniers den drei späteren Medaillengewinnern unterlegen war. Das letzte Vorrundenspiel gegen Kroatien wurde gewonnen. Damit zogen die Taiwanerinnen überraschend statt der Kroatinnen in das Viertelfinale ein. Dort schieden sie gegen Portugal im Shootout aus. Nach einer Niederlage gegen die Spanierinnen kam es im letzten Platzierungsspiel zu einem Duell mit den Chinesinnen um den siebten Platz und zugleich um die Qualifikation für die Olympischen Jugend-Sommerspiele 2018 in Buenos Aires. Das Spiel wurde in zwei Sätzen verloren und Yan schloss das Turnier mit Taiwan auf dem achten Platz von 14 Mannschaften ab.

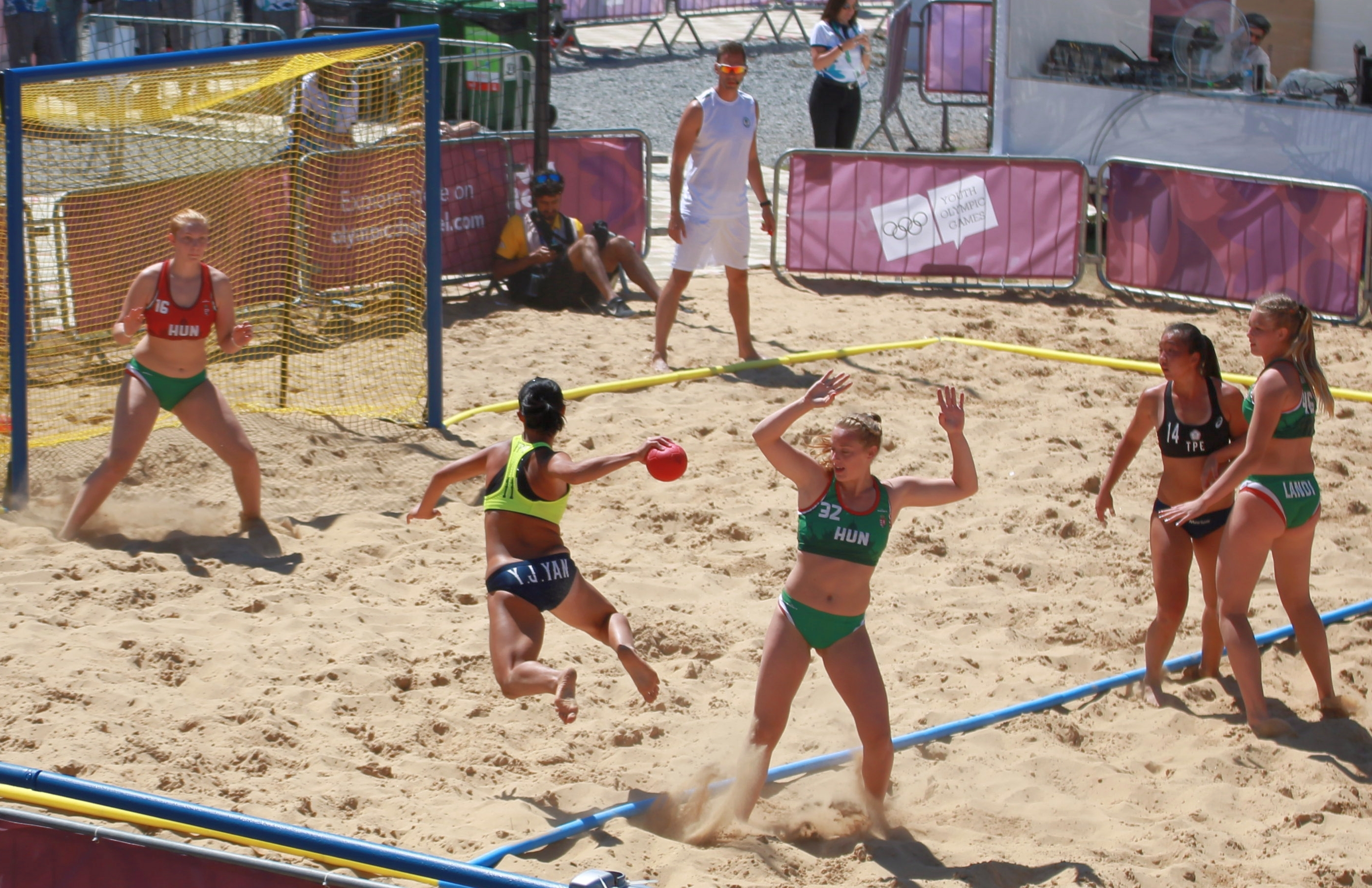
Yan wirft auf das Tor von Dalma Mátéfi im Vorrundenspiel der Olympischen Jugendspiele 2018 gegen Ungarn; daneben von rechts: Réka Király, Chao Yu-chen und Gabriella Landi

Es folgten die Olympischen Jugend-Sommerspiele, da China sich für einen Startplatz im Basketball statt im Beachhandball entschieden hatte und somit Taiwan (Chinesisch-Taipeh) nachrücken konnte. Abgesehen von Lin Hung-gwen hatten alle Mitglieder der Mannschaft schon an den Junioren-Weltmeisterschaften im Vorjahr teilgenommen. Yan bestritt das Turnier als eine von zwei etatmäßigen Specialists, ihre Konkurrentin auf der Position, Ke Xin-ping, konnte allerdings alternativ auf dem rechten Flügel eingesetzt werden. Sie startete mit Taiwan mit einem Sieg im Shootout über Russland in das Turnier. Es folgte ein weiterer klarer Sieg über die Außenseiterinnen aus Amerikanisch-Samoa, die im zweiten Durchgang nur einen Punkt gegen die starke Abwehr Taiwans erzielen konnte. Nach einer klaren Niederlage im dritten Spiel gegen Kroatien folgte ein deutlicher Sieg über den zweiten Außenseiter aus Mauritius. Das letzte Vorrundenspiel wurde gegen die amtierenden Junioren-Weltmeisterinnen aus Ungarn verloren. Als drittplatzierte Mannschaft konnte Taiwan nicht nur Russland hinter sich lassen, sondern als letzte Mannschaft der Vorrundengruppe in die Hauptrunde einziehen.

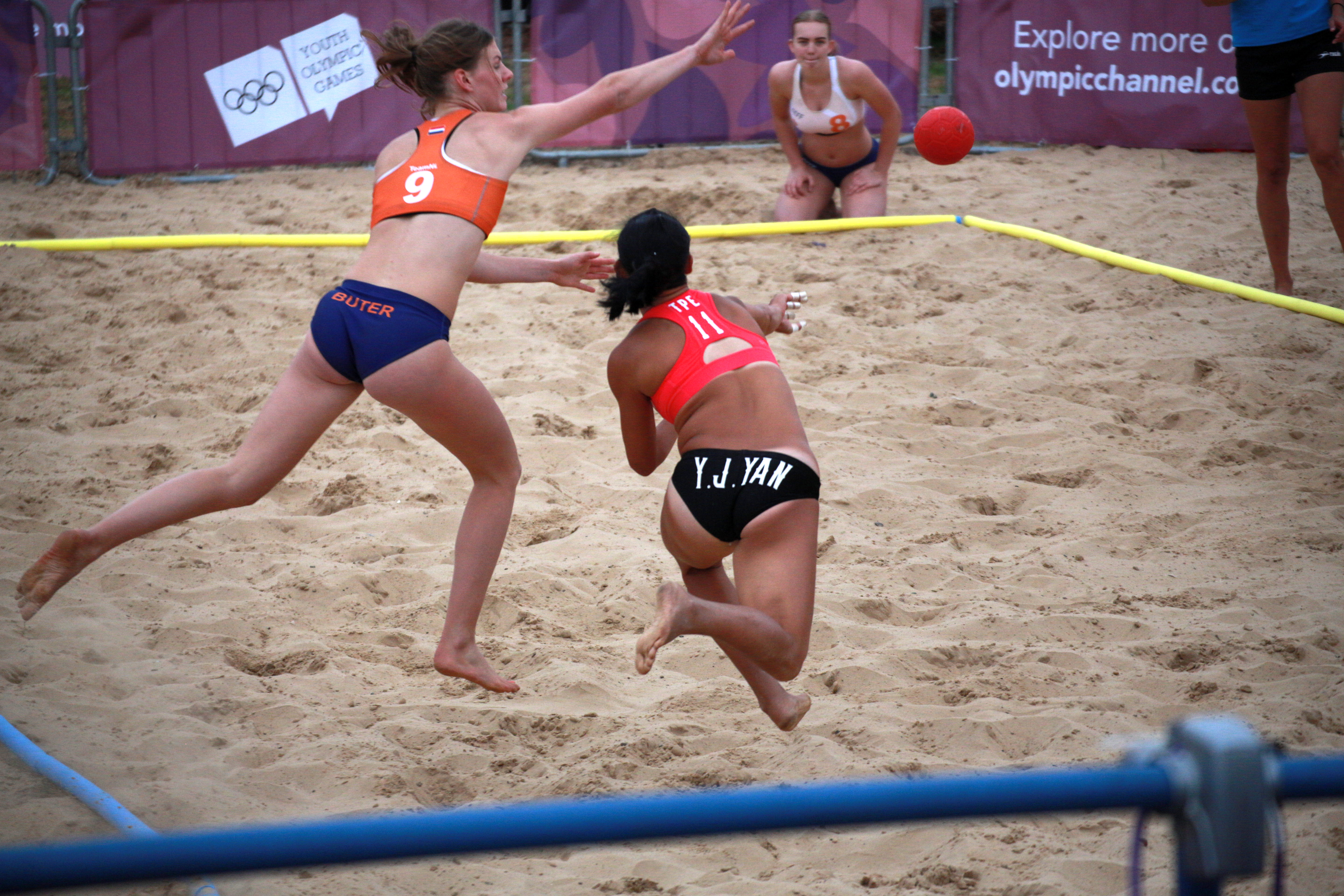
Yan beim Torwurf im Hauptrundenspiel gegen die Niederlande bei den Olympischen Jugendspielen 2018; links Anna Buter, im Hintergrund Lieke van der Linden

Im ersten Hauptrundenspiel gegen die Niederlande konnten die Taiwanerinnen zwar knapp den ersten Durchgang für sich entscheiden, verloren danach aber deutlich den zweiten Durchgang, anschließend den Shootout und damit auch das Spiel. Yan zeigte in diesem Spiel ihre beste Turnierleistung und traf zu zehn Punkten, fast ein Drittel aller durch sie im Turnierverlauf erzielten Treffer. Nur Chao Yu-chen und Tsai Pei-ling erzielten noch zwei Punkte mehr. Das folgende Spiel gegen Paraguay konnte Yan mit ihrer Mannschaft in zwei Durchgängen gewinnen. Yan war mit fünf Torvorlagen trotz nur eines eigenen Treffers eine der Sieg-Garantinnen. Gegen die argentinischen Gastgeberinnen konnte Taiwan erneut überraschend den ersten Satz mit einem Punkt Vorsprung gewinnen, verlor dann aber knapp mit einem Punkt weniger sowohl Satz zwei als auch den Shootout. In diesem Spiel konnte Yan überhaupt keine Akzente setzen, fiel einzig durch einen schwerwiegenden Ballverlust auf. Mit vier Punkten war Taiwan punktgleich mit Paraguay und Kroatien, aufgrund des direkten Vergleichs zog jedoch Kroatien in das Halbfinale ein, während Taiwan gegen Paraguay um den fünften Platz spielte. Dieses Mal unterlag Taiwan in zwei Durchgängen klar den Südamerikanerinnen und belegte am Ende den sechsten Platz von 12 Mannschaften. Yan bestritt alle möglichen Spiele des Turniers und erzielte 32 Punkte.
2018 nahm Yan mit der Frauen-Nationalmannschaft auch am Einladungsturnier ersten Gangdu Cup teil. Sie bildete mit all ihren Mannschaftskameradinnen von den Olympischen Jugendspielen die taiwanesische B-Nationalmannschaft, während die A-Mannschaft weitestgehend von Spielerinnen der amtierenden Meistermannschaft gestellt wurde. Chen gewann am Ende mit ihrer Mannschaft das von der IHF anerkannte Turnier, im Finale schlugen sie erstmals die Vertretung Vietnams.
Mit der taiwanesischen U 18, zu der abgesehen von Chao Yu-chen auch alle Mitglieder der taiwanischen Mannschaft bei den Olympischen Jugendspielen gehörten, nahm Yan in Beirut an den Asienmeisterschaften 2019 in der Halle teil und belegte den fünften Rang.

## Einzelbelege
1. ↑  IHF | Look Back: Mauritius 2017 – IHF Women’s Youth Beach Handball World Championship. Abgerufen am 16. Dezember 2022.
2. ↑  2018 Summer Youth Olympics Official Result Book Beach handball
3. ↑  中時新聞網: 港都盃國際沙灘手球邀請賽12月初熱情引爆南臺灣 - 體育. Abgerufen am 8. Dezember 2021 (chinesisch (Taiwan)).
4. ↑  三立新聞網: 女門神沈筠庭神奇4攔 中華沙手PK賽擊敗強敵越南封后 | 運動 | 三立新聞網 SETN.COM. 3. Dezember 2018, abgerufen am 16. Dezember 2022 (chinesisch (Taiwan)).
中華男女隊包辦港都盃國際沙灘手球邀請賽冠軍「高雄新聞網. In: tnews.cc. 4. Dezember 2018, abgerufen am 14. Dezember 2022 (chinesisch).
5. ↑  Asian Handball Federation. Abgerufen am 15. Dezember 2022.

| Personendaten    | Personendaten                                    |
| ---------------- | ------------------------------------------------ |
| NAME             | Yan, Yu-jia                                      |
| ALTERNATIVNAMEN  | Yu-jia, Yan; 顏玉佳 (chinesisch)                 |
| KURZBESCHREIBUNG | taiwanische Handball- und Beachhandballspielerin |
| GEBURTSDATUM     | 24. Januar 2002                                  |